# Reprezentacja Chile w piłce wodnej mężczyzn
Reprezentacja Chile w piłce wodnej mężczyzn – zespół, biorący udział w imieniu Chile w meczach i sportowych imprezach międzynarodowych w piłce wodnej, powoływany przez selekcjonera, w którym mogą występować wyłącznie zawodnicy posiadający chilijskie obywatelstwo. Za jej funkcjonowanie odpowiedzialny jest Chilijski Związek Pływacki (FECHIDA), który jest członkiem Międzynarodowej Federacji Pływackiej.

## Historia
W 1948 reprezentacja Chile rozegrała swój pierwszy oficjalny mecz na igrzyskach olimpijskich.

## Udział w turniejach międzynarodowych

### Igrzyska olimpijskie
Reprezentacja Chile jeden raz występowała na Igrzyskach Olimpijskich. W 1948 odpadła w rundzie wstępnej.

### Mistrzostwa świata
Dotychczas reprezentacji Chile żadnego razu nie udało się awansować do finałów MŚ.

### Puchar świata
Chile żadnego razu nie uczestniczyła w finałach Pucharu świata.

### Igrzyska panamerykańskie
Chilijskiej drużynie żadnego razu nie udało się zakwalifikować na Igrzyska panamerykańskie.